# Hyphodontia aloha
Hyphodontia aloha är en svampart som beskrevs av Gilb. & Adask. 1993. Hyphodontia aloha ingår i släktet Hyphodontia och familjen Schizoporaceae.   Inga underarter finns listade i Catalogue of Life.